# Murilo Rosa
Murilo Rosa, nome completo Murilo Araújo Rosa (Brasilia, 21 agosto 1970), è un attore, conduttore televisivo ed ex taekwondoka brasiliano.

## Biografia
Ha iniziato a praticare il taekwondo ancora bambino, conseguendo poi risultati di grande rilievo: ha tra l'altro preso parte al campionato del mondo giovanile del 1990 a Santander, dove ha perso lo spareggio per la medaglia di bronzo. Il suo interesse per il mondo dello spettacolo è maturato nel 1991: ciò l'ha indotto a ritirarsi dall'agonismo, nonostante avesse a lungo sognato di rappresentare il Brasile alle Olimpiadi.  L'anno successivo si è trasferito a Rio de Janeiro per seguire i corsi di recitazione presso il Teatro Tablado. 
Ha esordito in televisione nell'aprile 1994 con la telenovela 74.5: Uma Onda no Ar; in seguito ha dato volto per un breve periodo a un taekwondoka nella popolare soap opera Malhação. Nel 1995 ha debuttato nel cinema. Sono poi seguite apparizioni in fortunate telenovelas come La scelta di Francisca, 
O Cravo e a Rosa, La forza del desiderio, Garibaldi, l'eroe dei due mondi, Salve Jorge, Salve-se Quem Puder. Nel 2005 ha svolto per la prima volta in tv un ruolo da protagonista, nella telenovela América, che gli ha anche permesso di vincere un premio insieme ad Eliane Giardini, sua partner per l'occasione.  
In teatro si è messo in evidenza soprattutto nei musical, in particolare Barnum O Rei do Show.
Attivo in televisione anche come conduttore, in questa veste ha vinto nel 2023 un Emmy grazie al programma A Ponte: The Bridge Brasil. 

## Vita privata
Dopo le brevi relazioni con le attrici Vanessa Loes e Vera Fischer, ha sposato la modella Fernanda Tavares, con la quale ha generato due figli, Lucas (2007) e Arthur (2012).